# Nicola Coles
Nicola Anne Coles (Auckland, 7 de enero de 1972) es una deportista neozelandesa que compitió en remo.
Ganó tres medallas en el Campeonato Mundial de Remo entre los años 2001 y 2006. Participó en dos Juegos Olímpicos de Verano, ocupando el sexto lugar en Atenas 2004 y el quinto en Pekín 2008, en la prueba de dos sin timonel.

## Palmarés internacional
| Campeonato Mundial | Campeonato Mundial | Campeonato Mundial | Campeonato Mundial |
| Año                | Lugar              | Medalla            | Prueba             |
| ------------------ | ------------------ | ------------------ | ------------------ |
| 2001               | Lucerna (Suiza)    | Medalla de plata   | Cuatro sin timonel |
| 2005               | Kaizu (Japón)      | Medalla de oro     | Dos sin timonel    |
| 2006               | Eton (Reino Unido) | Medalla de plata   | Dos sin timonel    |